# 比佛利海滩 (佛罗里达州)
比佛利海滩（英語：Beverly Beach），是美国佛罗里达州弗萊格勒縣下属的一座城镇。建立于1955年。面积约为1平方公里（约合0.4平方英里）。根据2010年美国人口普查，该市有人口338人。论人口在本州排行第385。